# Panemunės šilas
Panemunės šilas är en park i Litauen.   Den ligger i länet Kaunas län, i den centrala delen av landet, 90 km väster om huvudstaden Vilnius. Panemunės šilas ligger 49 meter över havet.
Terrängen runt Panemunės šilas är platt. Runt Panemunės šilas är det ganska tätbefolkat, med 56 invånare per kvadratkilometer. Närmaste större samhälle är Kaunas, 4,8 km väster om Panemunės šilas. 